# NGC 2222
NGC 2222 je galaksija u zviježđu Slikarskom stalku.

## Vanjske poveznice
- SEDS: NGC 2222